# Lafia (Mali)
Lafia è un comune rurale del Mali facente parte del circondario di Timbuctù, nella regione omonima.